# Johann Fust
Johann Fust lub Faust (ur. ok. 1400, zm. 30 października 1466) – niemiecki drukarz.

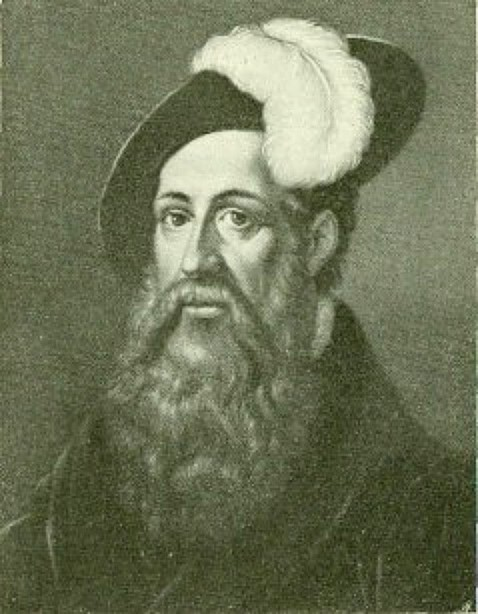
Johann Fust

Fust pochodził zamożnej rodziny mieszczańskiej z Moguncji. W 1450 rozpoczął współpracę z Gutenbergiem, polegającą na wspólnym prowadzeniu drukarni w Moguncji. W 1455 spółka rozpadła się, a Fust wytoczył Gutenbergowi proces sądowy w sprawie niespłaconej pożyczki. Sąd przyznał Fustowi rację i od tej pory stał się on właścicielem drukarni, którą prowadził wraz z Peterem Schöfferem aż do 1466, kiedy to prawdopodobnie wyjechał do Paryża, gdzie zmarł.